# Lycomorphodes aracia
Lycomorphodes aracia là một loài bướm đêm thuộc phân họ Arctiinae, họ Erebidae.